# Pieczarki (Pozezdrze)
Pieczarki (deutsch Pietzarken, 1931 bis 1945 Bergensee) ist ein Ort in der polnischen Woiwodschaft Ermland-Masuren und gehört zur Landgemeinde Pozezdrze (Possessern, 1938 bis 1945 Großgarten) im Powiat Węgorzewski (Kreis Angerburg).

## Geographische Lage
Pieczarki liegt im Nordosten der Woiwodschaft Ermland-Masuren am Südostufer des Jezioro Dgał Wielki (Großer Gallsee) mit eigenem Hafen („Port Pieczarki“) am Ostufer des Jezioro Dargin (Dargainen See), einem Teilabschnitt des Jezioro Mamry (Mauersee). Bis zur Kreisstadt Węgorzewo (Angerburg) sind es 13 Kilometer in nordwestlicher Richtung. Die Nachbarkreisstadt Giżycko (Lötzen) liegt acht Kilometer in südlicher Richtung.

## Geschichte
Die Gründung des Dorfes Gelingen  (Gehlingen) erfolgte am 10. April 1529 durch Hans von Geling unter Albrecht Markgraf zu Brandenburg. Nach 1627 Pieczarken, nach 1774 Pezarcken, nach 1785 Pietzarcken und bis 1931 Pietzarken genannt, war das Dorf zwischen 1874 und 1945 in den Amtsbezirk Possessern (polnisch Pozezdrze) eingegliedert, der – zwischen 1939 und 1945 in „Amtsbezirk Großgarten“ umbenannt – zum Kreis Angerburg im Regierungsbezirk Gumbinnen der preußischen Provinz Ostpreußen gehörte.
Im Jahre 1910 waren in Pietzarken 425 Einwohner registriert. Ihre Zahl stieg bis 1933 auf 496 und belief sich 1939 noch auf 430.
Am 23. September 1931 wurde Pietzarken in „Bergensee“ umbenannt.

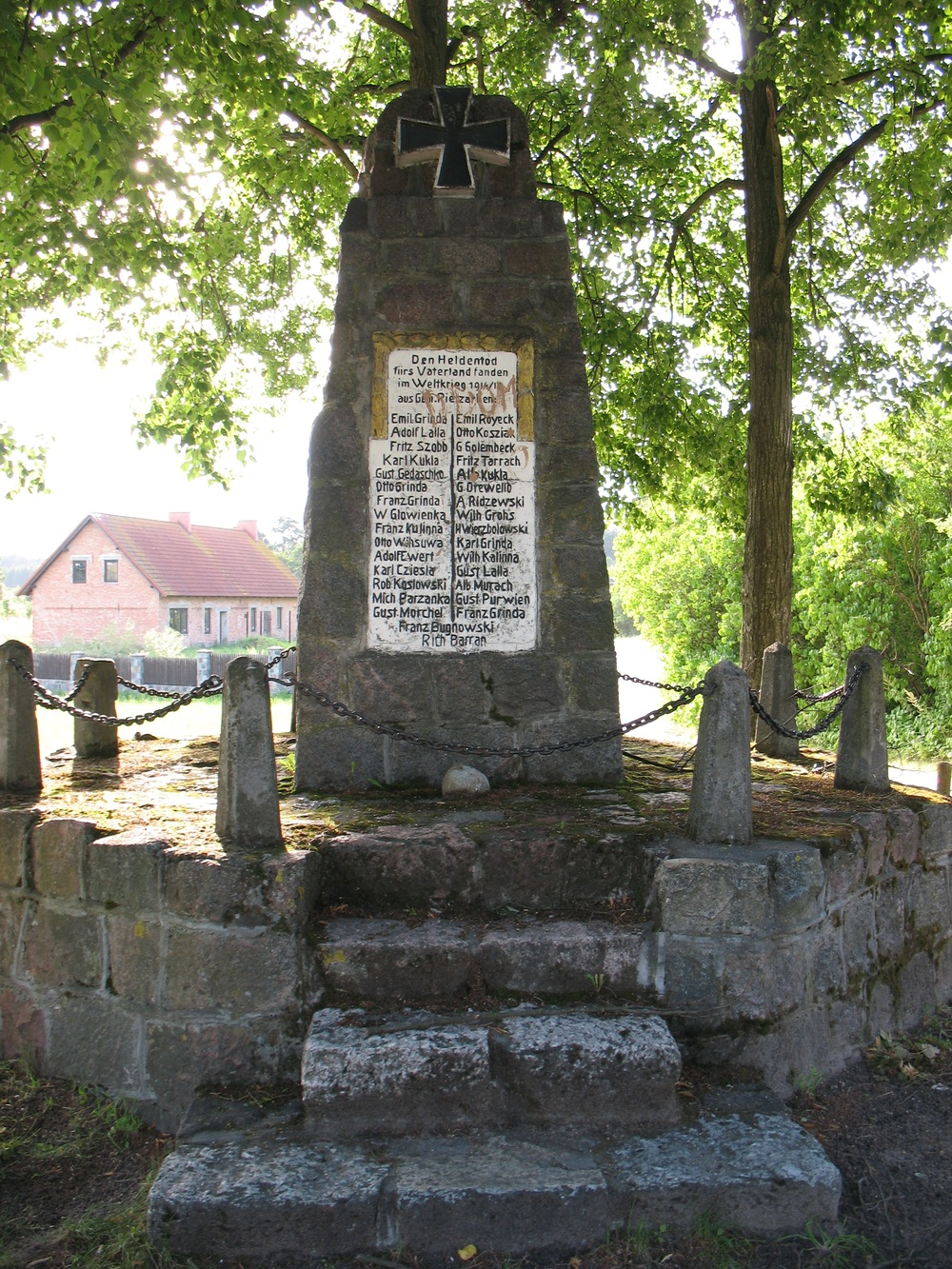
Deutsches Kriegerdenkmal 1914/1918 in Pieczarki

In Kriegsfolge kam der Ort 1945 mit dem gesamten südlichen Ostpreußen zu Polen und trägt seitdem die polnische Namensform „Pieczarki“. Das Dorf ist heute Sitz eines Schulzenamtes (polnisch sołectwo) und damit eine Ortschaft im Verbund der Landgemeinde Pozezdrze (Possessern, 1938 bis 1945 Großgarten) im Powiat Węgorzewski (Kreis Angerburg), vor 1998 der Woiwodschaft Suwałki, seither der Woiwodschaft Ermland-Masuren zugehörig.
In Pieczarki befindet sich noch ein Zeuge aus deutscher Zeit: Mitten im Dorf steht ein gut erhaltenes Denkmal zur Erinnerung an die Gefallenen des Ersten Weltkrieges.

## Religionen
Vor 1945 gehörte der überwiegend evangelische Bevölkerungsanteil zur Kirche Possessern in der Kirchenprovinz Ostpreußen der Kirche der Altpreußischen Union, die Katholiken zur Kirche St. Bruno in Lötzen (polnisch Giżycko) im damaligen Bistum Ermland.
Heute ist das einst evangelische Gotteshaus in Pozezdrze katholische Pfarrkirche für Pieczarki, jetzt im Bistum Ełk (Lyck) der Römisch-katholischen Kirche in Polen. In Pieczarki lebende evangelische Kirchenglieder sind nun nach Giżycko in der Diözese Masuren der Evangelisch-Augsburgischen Kirche in Polen eingepfarrt. Von dort aus werden in der katholischen Kirche in Pozezdrze regelmäßig evangelische Gottesdienste gehalten.

## Verkehr
Pieczarki liegt an einer parallel zur Landesstraße 63 verlaufenden Nebenstraße, die von Pozezdrze – über Świdry (Schwiddern) – in die Nachbarkreisstadt Giżycko führt.